# Postcrossing
Postcrossing es una página web creada por Paulo Magalhães para el envío y recepción de tarjetas postales entre los usuarios registrados, cuyas direcciones se asignan al azar. El nombre Postcrossing es una unión de las palabras "postcard" y "crossing", y su origen está inspirado en el sitio Bookcrossing.

## Historia
La idea del proyecto fue creada por Paulo Magalhães, oriundo de Braga (Portugal), quien inauguró el sitio el 14 de julio de 2005. La motivación se basó en el hecho de que le gustaba recibir correo, especialmente postales. "El elemento sorpresa de recibir postales de diferentes lugares del mundo (muchas de las cuales probablemente nunca hayas oído hablar) puede convertir tu buzón en una caja de sorpresas, ¿y a quién no le gustaría eso?".
Con el tiempo, el proyecto recibió la atención de los medios, lo que contribuyó a su crecimiento y popularidad. Postcrossing alcanzó su primer millón de postales intercambiadas el 11 de abril de 2008 y desde entonces ha crecido aún más rápidamente. Alcanzó el segundo millón el 26 de febrero de 2009, con una postal que viajó desde Alemania a Noruega. El tercer millón se alcanzó el 24 de septiembre de 2009, con una postal que viajaba de Finlandia a Eslovenia. El cuarto millón se alcanzó el 28 de marzo de 2010, con una postal que viajaba desde la República Checa a los Países Bajos.

Postales enviadas hasta julio de 2019.

Postcrossing.com celebró su quinto aniversario el 14 de julio de 2010 con un concurso de fotografía para sus miembros. Poco después de celebrar su quinto cumpleaños, Postcrossing.com alcanzó los 5.000.000 de postales recibidas el 24 de agosto de 2010, con una postal que viajaba desde la Isla de Man (registrada bajo un miembro italiano) a Tailandia. La postal número 7.000.000 se envió el 5 de abril de 2011 desde China y se recibió el 19 de abril de 2011 en los Países Bajos. La postal número 10.000.000 viajó de Japón a Alemania y se registró el 27 de enero de 2012. La postal número 15.000.000 viajó de Alemania a Italia y se registró el 31 de diciembre de 2012. En febrero de 2017 la cantidad de postales superó los 40 millones y, a fines de diciembre de 2018 se alcanzó el hito de 50 millones. Poco más de dos años después, a fines de enero de 2021, se habían enviado 60 millones de postales en todo el mundo.

## El proyecto
El objetivo es recibir postales de cualquier parte del mundo, siendo una incógnita de dónde vendrá la próxima postal. La idea principal es: si envías una postal, recibirás otra. El autor del proyecto es Paulo Magalhães, de Braga (Portugal). 
En abril de 2011 el proyecto contaba ya con más de 219.000 usuarios registrados de 203 países diferentes y se habían recibido más de 7.000.000 postales.
En septiembre de 2015 había 573 786 usuarios registrados, de 214 países y territorios diferentes (Postcrossing usa ISO 3166 para la identificación geográfica).
Los diez países con más miembros activos[¿cuándo?] son Rusia, Taiwán, Estados Unidos, China , Alemania, Países Bajos, Polonia, Bielorrusia , Ucrania y Finlandia.
Los diez países con más postales enviadas[¿cuándo?] son Alemania, Rusia, Estados Unidos, Países Bajos, Finlandia, Bielorrusia, China, Taiwán Ucrania y Polonia.

## ¿Cómo funciona?
- registrarse
- obtener una dirección y un ID de postal
- enviar la postal
- esperar a recibir la postal de otro participante
- registrar el ID que de la postal recibida

## Distribución de usuarios
Datos al 1 de agosto de 2022.
| N°  | País            | Usuarios |
| --- | --------------- | -------- |
| 1.  | Rusia           | 114 253  |
| 2.  | Taiwán          | 106 899  |
| 3.  | China           | 73 187   |
| 4.  | Estados Unidos  | 71 034   |
| 5.  | Alemania        | 58 662   |
| 6.  | Países Bajos    | 39 650   |
| 7.  | Polonia         | 32 623   |
| 8.  | Bielorrusia     | 32 129   |
| 9.  | Ucrania         | 26 727   |
| 10. | República Checa | 21 939   |
| 11. | Reino Unido     | 17 869   |
| 12. | Francia         | 17 389   |
| 13. | Finlandia       | 17 241   |
| 14. | Japón           | 11 721   |
| 15. | India           | 11 026   |

| N°  | País            | Postales enviadas |
| --- | --------------- | ----------------- |
| 1.  | Alemania        | 11 304 792        |
| 2.  | Rusia           | 8 084 202         |
| 3.  | Estados Unidos  | 7 933 585         |
| 4.  | Países Bajos    | 4 958 100         |
| 5.  | Finlandia       | 3 993 850         |
| 6.  | China           | 2 819 685         |
| 7.  | Taiwán          | 2 798 098         |
| 8.  | Bielorrusia     | 2 587 453         |
| 9.  | República Checa | 1 774 574         |
| 10. | Japón           | 1 614 704         |
| 11. | Ucrania         | 1 581 671         |
| 12. | Polonia         | 1 576 966         |
| 13. | Reino Unido     | 1 428 578         |
| 14. | Francia         | 1 389 405         |
| 15. | Canadá          | 1 141 813         |

## Otras modalidades
Existen otras páginas similares:
- Bookcrossing. En este caso la idea es liberar libros dejándolos en lugares públicos para que sean recogidos por otros lectores, que después harán lo mismo.
- Bike Crossing. Es la práctica de arreglar bicicletas usadas y dejarlas en lugares céntricos para que otros usuarios las recojan y las utilicen. No se hace un seguimiento específico del vehículo pero a través de la web hay participación en el proceso.
- PhotoTag. Se usa cámaras desechables la cual es pasada a amigos o extraños y una vez usada vuelve al dueño original. Las fotos son luego subidas a la web de PhotoTag.
- Eurobilltracker. El objetivo es seguir billetes de euro por todo el mundo. Para ello cada usuario introduce los números de serie y la información de su localización de cada billete que obtiene.